# Marga Richter
Marga Richter (Reedsburg, Wisconsin; 21 de octubre de 1926-Barnegat, Nueva Jersey; 25 de junio de 2020) fue una compositora y pianista estadounidense.
Estudió piano con Rosalyn Tureck a la Juilliard School y composición con Vincent Persichetti y William Bergsma. Ha escrito más de un centenar de obras en casi todos los géneros. Sus composiciones han sido interpretadas por grandes orquestas y ha sido becada, galardonada y comisionada por parte de National Endowment for the Artes, the Martha Baird Rockefeller Fund, the National Federation of Music Clubes y Meet the Composer. Es cofundadora de la Long Island Composers Alliance, junto con Herbert Deutsch.

## Vida

### Etapa temprana (1926-51)
Richter es hija de Inez Chandler Richter, soprano, y de Paul Richter, capitán de la armada alemana durante la Primera Guerra Mundial. Su abuelo paterno, Richard Richter, fue un compositor, director de orquesta municipal y profesor de música. Desde pequeña, Paul Richter transmitió a su hija la pasión por la música. Con cuatro años empezó a recibir clases de piano y de música en general. Aunque no había recibido formación teórica ni clases de composición, con doce años empezó a componer.
Estudió piano con Irene Hellner al MacPhail Center for Music de Minneapolis del 1937 al 1943.
El 1941 se estrenó Jabberwocky, la obra más temprana de Richter que, aun así, ya contenía los elementos que desarrolló a lo largo de su carrera compositiva, como por ejemplo el cromatismo, el uso libre de la disonancia o la energía rítmica.

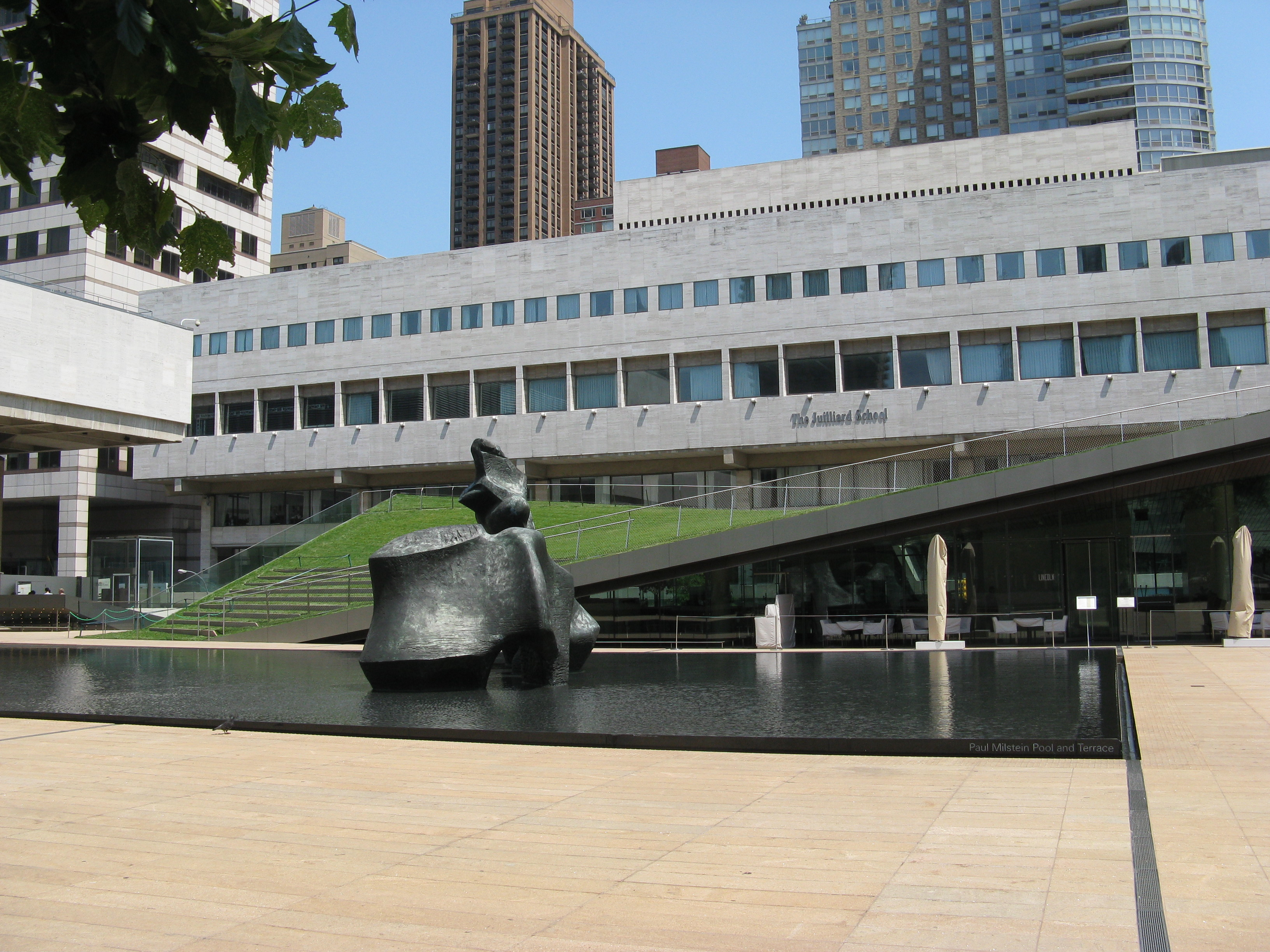
Juilliard School

El 1943 se mudó a Nueva York para continuar sus estudios musicales, acompañada por sus padres. Aunque estaba centrada, entonces en llegar a ser una pianista concertista, lo compaginaba con la composición. Allá estudió piano con Helena Morsztyn.
El 1944 presentó su obra Ballet of the Pixelated Penguins para piano solo, que fue estrenada en el New York's Town Hall. Aquel mismo año realizó su primer recital de piano al Studio club.
La pianista Lenor Endahl le recomendó que no estudiara composición formalmente porque perdería algo único y fresco. Richter, pero, no siguió su consejo, puesto que en 1956 inició sus estudios a la Juilliard School —entonces llamada Institute of Musical Arts—. Aun así, Richter consiguió mantener unos rasgos característicos individuales muy auténticos. Allí estudió piano con Rosalyn Tureck[,
Durante un año académico, del 1946 al 1947, estudió composición con William Bergsma, mientras que los años restantes de estudio a la Julliard School los realizó con el compositor Vincent Persichetti, de quien tenía un muy buen recuerdo como profesor. De ambos profesores Richter valorava mucho que no intentaran hacer que aconteciera un mala copia de ellos, sino que le daban herramientas para desarrollar la música y hacer, de sus ideas, piezas acabadas.
El agosto de 1948 se casó con Vernon Hughes, físico, de quien se divorció dos años más tarde.
El 1950 finalizó sus estudios a la Juilliard School, y el 1951, por medio del Composers Forum de Nueva York tuvo la posibilidad de realitzar un concierto al McMillan Theatre en la Universidad de Columbia. Allá, las cuatro obras que presentó recibieron críticas positivas de diarios relevantes como el New York Heraldo Tribune o el New York Times, que la alentaron en su carrera.

### Danza moderna y grabaciones deMetro-Goldwyn-Mayer(MGM) (1951-60)
Después de su graduación a la Juilliard School, Richter atrajo la atención del coreógrafo James Waring, que había asistido al concierto del Composers Forum, le mandó una carta donde decía que le había gustado mucho su música y le pidió que escribiera una pieza para él, que se concretó el 1952 con The Wanderers.
El 1953 se casó por segunda vez, con Alan Skelly, un graduado en inglés en Harvard. Con Skelly, Richter tuvo un hijo, Michael, el 1955, y una hija, Maureen, el 1957.
Aunque Richter nunca enseñó composición, pero inspiró compositores más jóvenes, como por ejemplo Dianne Goolkasian Rahbee.
Entre el 1953 y el 1957, Richter compuso una gran variedad de música para MGM. entre las cuales destaca Sonata for Piano (1954), grabada por Menahem Pressler ; Concierto for Piano and Violas, Violoncellos and Balsas (1955); Lamento (1956); y Aria and Toccata (1957) y también el álbum de piezas previas —como por ejemplo Transmutation (1949) y Two Chinese Songs (1949)— así como arreglos para piano a cuatro manos, y piezas para niños. Gracias a esta colaboración con MGM entró en contacto con muchos artistas que se interesaron en su música.
Paralelamente, durante estos años, escribió un buen número de composiciones breves como por ejemplo Nocturne for Sara Lee (1953) o She, At His Funeral (1954). También escribió otras composiciones destacadas como por ejemplo Three Songs of Madness and Death (1954-55), Melodrama (1956-58), String Cuarteto No. 2 (1958), Ricercare para cuarteto de cuerda (1958) y Variations donde a Sarabande para orquesta (1959).

### Fragmentos(años 60)
A pesar de que en esta época los compositores estatunidencs solían moverse en un lenguaje basado en el serialismo integral, la música electrónica o la música aleatoria, Richter no se sentía atraída y no los adoptó. De hecho, Richter era reticente a la tendencia general de componer obras de carácter disperso, económico y atonal.
Sus composiciones, durante este periodo, son breves, fragmentadas, casi sin desarrollo a diferencia de obras anteriores.
Las piezas para instrumento solo o de cámara de carácter breve más importantes que escribió durante este periodo son Eight Pieces for Piano (1960), Eight Pieces for Orchestra (1961–62), Darkening of the Light para viola sola (1962), Fragmentos para piano (1963), Suite for Violen and Piano (1963), y Soundings para clavicémbalo (1965).
También compuso obras menores como por ejemplo Chamber Piece para flauta, oboe, clarinete, fagot, viola, violonchelo y contrabajo (1961), Three Pieces para violín y piano (1961), Three pieces para violín y piano (1961), A Farewell para piano (1961), y The Last People y The Dancerss, para piano (1968).
Richter, durante los años sesenta, aumentó su producción de música coral. Estas obras son modales básicamente y bastante menos disonantes que sus composiciones instrumentales. Destacan particularmente el Psalm 91 para coro mixto (1962), Three Songs for Christmas para coro de voces blancas (1964) y Seek Him para coro mixto (1965).
Otro acontecimiento importante de estos años es la música para el ballet moderno Absyss (1964-65) de la compañía Harkness Ballet, estrenada en Cannes el febrero de 1965. El gran éxito de este ballet impulsó el Harkness Ballet a comisionar una segunda obra a Richter que originalmente se titulaba The Servant pero posteriormente se cambió por Bird of Yearning (1967).
El 1966, Richter recibió el premio  de la American Society of Composers, Authors, and Publishers.

### Landscapes (años 70)
Durante estos años, Richter compuso algunas de las obras más relevantes para su carrera: a nivel orquestal de gran formato  Landscapes of the Mind I  (1974), un concierto para piano,   Blackberry Vines and Winter Fruto  (1975-76); en cuanto a música de cámara  Landscapes of the Mind II  (1971), para violín y piano, y  Landscapes of the Mind III  (1978), para violín y violonchelo; y en cuanto a música para piano  Remembrances  y  Requiem .
Estos Landscapes of the Mind  así como la obra en general de esta década, son su respuesta a la belleza que encuentra en la naturaleza y su intimidad. Particularmente estos "paisajes" fueron inspirados por los cuadros de Georgia O'Keeffe.
También es remarcable el hecho que Richter se da cuenta de la necesidad de promover su propia música. En este sentido consigue atraer el interés de directores como Stanislaw Skrowaczewski, Gregory Millar, Kenneth Schermerhorn, etc.
Aunque Richter no se ha definido como feminista, llevó una vida de "mujer liberada" sin planteárselo mucho. Esto fue favorecido por el hecho que su madre lo alentara a seguir una carrera y no a buscar un matrimonio. Aparte de esto, otro ejemplo se encuentra cuando se tiene en cuenta que la enseñanza, una meta tradicionalmente femenina, no fue nunca su objetivo.
Los obstáculos que se encontró por razón de género, afirma, no eran explícitos, pero encontró, puesto que se encontraba en un entorno eminentemente masculino. A posteriori consideró plausible que el hecho de firmar sin género —como "M. Richter"— lo hubiera beneficiado en su carrera, atendido el prejuicio que percibía contra las mujeres compositoras.
Aun así, el crecimiento del apoyo verso las mujeres compositoras, de resultas del feminismo, ayudó Richter a tener oportunidades de éxito. Su obra ha tenido una atracción, difusión e interpretación de un dificultoso logro por parte de las mujeres de épocas anteriores.
Los setenta fueron unos años de crecimiento y de éxito. Un ejemplo bien claro son las más de veinte subvenciones concedidas por parte del programa Meet the Composer, patrocinado por el NYSCA[lower-alpha 2], o bien la que recibió de Martha Baird Rockefeller Foundation a través de la American Music Center, además de otras subvenciones concedidas por el National Endowment for the Arts.

### Expansión (años 80)

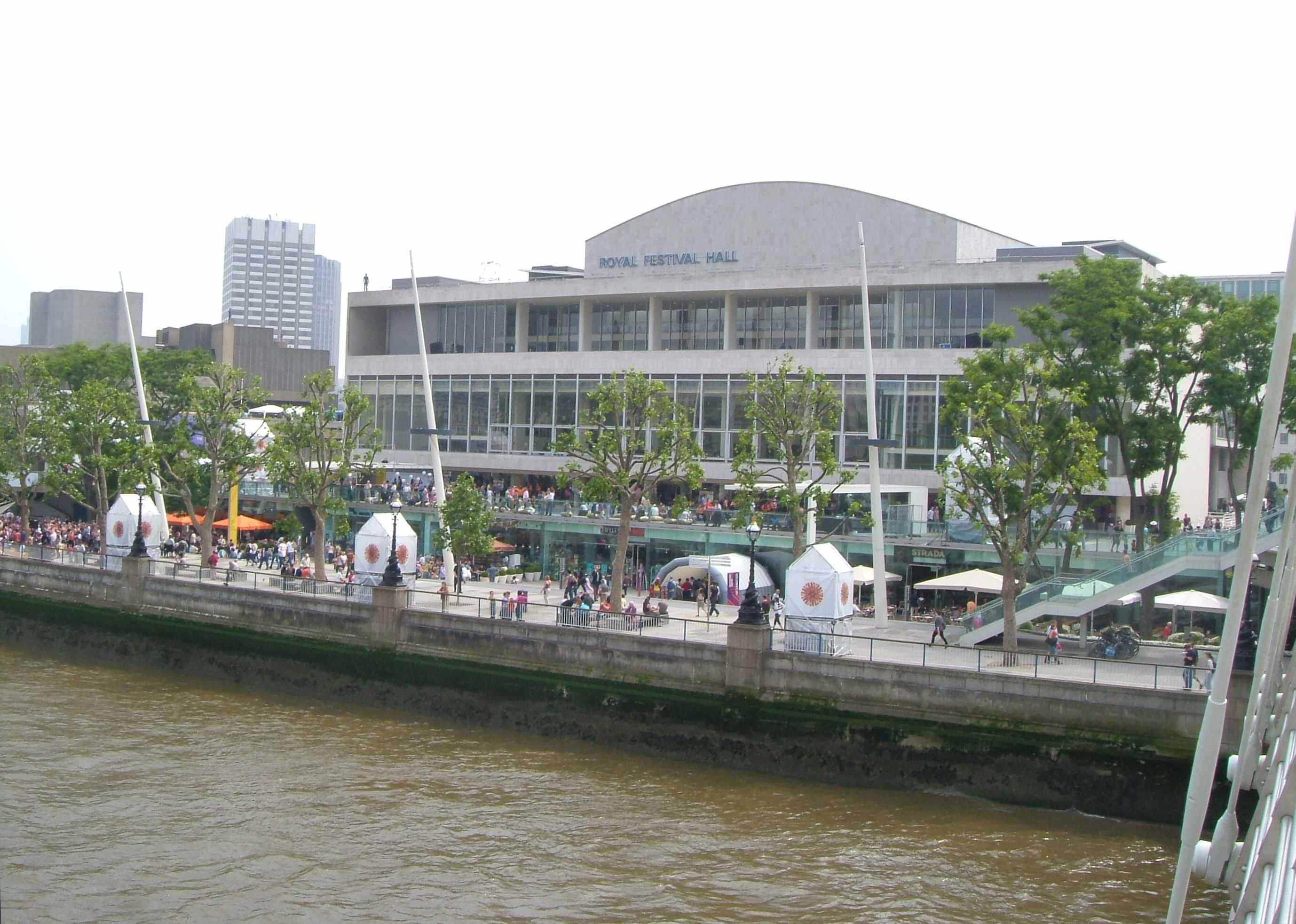
Royal Festival Hall, en Londres, el principal auditorio de la London Philharmonic.

El panorama de la composición durante los años ochenta era muy diverso. Mientras algunos compositores continuaban componiendo de manera serial, electrónica o aleatoria, otros introdujeron la música basada en la demasiada sonora y la poesía del sonido, la música de ambiente, y acontecieron artistas de performance.
Marga Richter, pero, continuó por su camino y, entusiasta por su éxito de la década anterior, aprovechó para escribir en una variedad de formaciones musicales, desde la música sinfónica y la de cámara a la coral, en un lenguaje siempre rico en cromatismos.
Entre esta década y el anterior, a medida que sus hijos acontecían más independientes, Richter aumentó el número y la cantidad de obras sustancialmente, y consiguió interpretaciones de sus obras a cargo de orquestas prominentes como por ejemplo la London Philharmonic, la Minnesota Orchestra, la Milwaukee Symphony Orchestra, la Atlanta Symphony Orchestra, la Civic Orchestra of Chicago, la Tucson Symphony, y la Buffalo Philharmonic Orchestra.
En este periodo se pueden apreciar las influencias irlandesas e inglesas que tuvo Richter por ejemplo, en cuanto a los textos que escogía o por su interés por ciertas canciones de estos lugares.
El 1980 Richter finalizó su composición Spectral Chimes/Ensbrouded Hills para tres quintetos y orquesta que, inicialmente, se denominaba Music for Three Quintetos and Orchestra.  El mismo año compuso también Exequy, una pieza breve para piano en memoria de su padre que expresa tanto resignación como indignación.
El 1983, a partir de un texto irlandés, Richter compuso la pieza Lamento for Arte O'Leary para la soprano Margaret Willing, que se la había comisionado.
En cuanto a la música coral, después de quince años sin escribir nada, devolvió con Tono Whom? (1980), para coro mixto; Do not press my hands (1981), para SSATTB; y Three Songs donde Poems by Emily Dickinson (1982), para SSAA.
Siguiendo la inspiración que encontraba en la naturaleza que se ha descrito al periodo anterior, el 1981 escribió todavía una pieza reflejándose en su belleza: Sonora, para dos clarinetes y piano, que se inspira en el Desierto de Sonora de Arizona. Aquel mismo año, gracias a la financiación de Martha Baird Rockefeller Foundation, se produjo un concierto íntegramente de obras suyas al Merkin Concierto Hall de Nueva York que, por otro lado, obtuvo una buena crítica por parte de Theodore Libbey Jr. por el New York Times.
El 1981, a raíz que Francisco Tanzer había escuchado su Requiem para piano y que le había encantado, la invitó a Düsseldorf, donde la Düselfdorfer Ensemble interpretó su obra Sonora y le hicieron un nuevo encargo que se concretó con el Düsseldorf Concierto (1982), para flauta, viola, arpa, percusión y orquesta de cuerda. Después del éxito también de este concierto, Tanzer le comisionó una compilación de canciones de poesía propia, que acontecieron Sieben Lieder[lower-alpha 3]: Tag für Tag,[lower-alpha 4] Später einmal...,[lower-alpha 5] Dezember,[lower-alpha 6] Gefährtin,[lower-alpha 7] Spätherbst,[lower-alpha 8] Allein[lower-alpha 9] y Ursprung[lower-alpha 10..
Otra obra relevante que compuso durante este periodo es las Seacliff Variations (1984), para piano, violín, viola y chelo, grabada por la Musical Heritage Society el 1989.
El 1986 visitó la China y el Tíbet con su marido y allá se inspiró para componer Qhanri: Tibetan Variations para chelo y piano, que finalizó el 1988.
Finalmente, de esta década también destaca particularmente Out of Shadows and Solitude (1985), para gran orquesta, e inspirada por un documental en que se veía el vuelo de un cóndor por sobre las Montañas de los Andes en el Perú. Interpretada por primera vez el 1988.

### Culminación (años 90)
Durante los años noventa, aunque el panorama de la composición musical estaba fragmentado en música electrónica, serial otros estilos, Richter permaneció en los métodos de creación musical tradicionales y compuso música por orquesta, coro, ópera y voz. Quizás fueron menos las composiciones que escribió en estos años, pero de más envergadura.
A nivel coral escribió Into My Heart (1990), para coro mixto y un conjunto de cuarto integrado por un oboe, un violín, dos trompetas, una trompa, un trombón, un bombardí, una tuba y percusión o bien, en sustitución de la ensemble instrumental, piano a cuatro manos.
A Richter siempre le gustó el humor inteligente y los juegos de palabras, y el 1991 compuso Quantum Quirks of a Quick Quaint Quark, para orquesta, en qué utilizó material de obras previas. Más adelante arregló la pieza para órgano (1992) y piano (1993).
Dos de las obras a gran escala de los años noventa son Variations and Interludes donde Themes from Monteverdi and Bach (1992), un triple concierto para violín, violonchelo, piano y orquesta de cuarenta y seis minutos en un solo movimiento estrenado el 1993, y Riders tono the Sea (1996), una ópera de cámara.

### A partir del 2000
A partir del año 2000, Richter compuso piezas de una naturaleza más íntima, y un lenguaje más simple armónica y melódicamente, pero siempre con su voz distintiva. Por ejemplo, se pueden destacar varios ciclos de canciones, música de cámara, piezas para piano solo, piezas para clarinete u oboe sin acompañamiento, etc. La mayoría de obras fueron comisionadas y se estrenaron. En este periodo Richter se introdujo en la tecnología por un lado con el Sibelius —un programa de notación musical— y, por la otra, estableciendo su página web.
Durante estos años compuso algunas piezas donde mostraba su sentido del humor sutil, como por ejemplo Erin Odyssey (2000), para mezzo-soprano o bien a Bye-Bye Bake Shoppe (2005), para cuarteto de cuerda y narrador; pero también otros de serias, de las cuales se puede destacar el ciclo de canciones Testamento (2001), para contralt, corn inglés y piano, y Dew-drops donde a Loto Leaf (2002), para contratenor y cuarteto de cuerda o piano.
Otras obras, como por ejemplo Fandango Fantasy (2006), para piano, clarinete, violín y chelo; Two Pieces for Two Violines (2008); Four Miniaturas for Piano[lower-alpha 12] (2008); Threnody para trío de cuerdas, estrenada el 2009; Kyrie (2009), para orquesta de cuerda; Summer Reveries donde a Mountainside (2010), para clarinete solista; Ode tono the Grand Canyon (2011), para oboe solista; o Shrewsbury: Summer of 2011—Suite for Solo Piano (2011), una suite de cinco movimientos para piano solo, son representativas de este periodo.

## Características musicales
Su obra accesible, ha tenido un recibimiento entusiasta por parte del público y tiene un lenguaje moderno, que utiliza estructuras multitexturales. Su estilo es ecléctico e independiente de cualquier sistema: compone intuitivamente. Su expansión como compositora y su enriquecimiento musical se pueden ver en obras como Out of Shadows and Solitude (1985) o a Qhanri: Tibetan Variations (1988). Con su música expresa los estados de ánimo típicamente románticos, como por ejemplo la belleza, el deseo, la conmoción, pero con un estilo contemporáneo.
En su música se encuentran influencias e inspiración de compositores europeos de Handel a Xostakóvitx; de coreógrafos americanos; de poetas americanos, chinos, irlandeses y japoneses; de la música clásica india; de la natura; o de pintura y fotografía. Normalmente se mueve dentro de unas sonoridades tonales pero que enfatizan a las disonancias.
Utiliza a menudo, de manera Música minimalista, el ostinato, fija más su atención en aquello melódico que no en la armonía y utiliza, también, varias técnicas contrapuntísticas.
En ciertas ocasiones, Richter incluye material de composiciones previas en sus nuevas composiciones, así como citas de compositores europeos.
Desde un punto de vista formal sus obras suelen tener un solo movimiento que en ocasiones es un tema con variaciones y en otros, tiene un cariz de improvisación.

En cuanto a su escritura pianística, Maurice Hinson dice que está guiada por el oído y no por la técnica o cualquier doctrina. Sus obras suenan contemporáneas, pero sin una abundancia excesiva de disonancias.
| Período              | Título                                                                               | Instrumentación | Información adicional |
| -------------------- | ------------------------------------------------------------------------------------ | --- | --- |
| ÓPERA/ESCENA         |                                                                                      | | |
| 1949                 | All Desire Is Sad                                                                    | Orquesta de cámara | - Coreografía para la Julliard. |
| 1952                 | The Wanderers                                                                        | Orquesta de cámara | - Coreografía de James Waring. |
| 1952                 | Johnny Got His Gun                                                                   | Orquesta de cámara | - Coreografía de Irving Burton. |
| 1953                 | Miracles                                                                             | Dos pianos y percusión | - Coreografía de Alec Rubin. |
| 1964                 | Abyss                                                                                | Orquesta | - Coreografía de Stuart Hodes. - Ballet de un solo acto. |
| 1967                 | Bird of Yearning                                                                     | Orquesta | - Coreografía de Stuart Hodes. - Tiene también una versión orquesta pequeña (28 intérpretes) y piano.                                                                                                |
| 1995 - 96            | Riders to the Sea                                                                    | Soprano, mezzo-soprano, Contralto, tenor, 5 o más voces mixtas, flauta (+ piccolo, flauta irlandesa), arpa celta/arpa, acordeón, campanas tubulares, bodhrán, 2 violines, viola, 2 violoncelos. | - Libreto de John Millington Synge. - Ópera de cámara en un solo acto. - Tiene también una versión para orquesta de cuerda. - Publicada por Carl Fischer.                                            |
| OBRAS ORQUESTALES    |                                                                                      | | |
| 1955                 | Conciert para piano y violas,violoncellos y contrabajos (Concierto para piano no. 1) | Piano y orquesta pequeña | - Publicada por Carl Fischer. |
| 1956                 | Lamento                                                                              | Orquesta de cuerda | |
| 1957                 | Aria and Toccata                                                                     | Viola y orquesta de cuerda | - También hay una versión parra viola y piano. |
| 1959                 | Variations on a Sarabande                                                            | Orquesta | - Publicada por Carl Fischer. |
| 1961                 | Eight Pieces for Orchestra                                                           | Gran orquesta | - Es una versión de una obra suya para piano. - Publicada por Carl Fischer. |
| 1967                 | Bird of Yearning                                                                     | Pequeña orquesta (28 intérpretes) | - Es una versión de seu ballet que lleva el mismo título. - Publicada por Carl Fischer. |
| 1968 - 74            | Landscapes of the Mind I (Concierto para piano no. 2)                                | Piano y gran orquesta | - Publicada por Carl Fischer (1979). |
| 1978                 | Fragments                                                                            | Orquesta | - Es una versión de una obra suya para piano. - Publicada por Carl Fischer. |
| 1976                 | Country Auction                                                                      | Banda simfónica | - Publicada por Carl Fischer (1977). |
| 1976                 | Blackberry Vines and Winter Fruit                                                    | Orquesta | - Publicada por Carl Fischer (1980). |
| 1978 - 80            | Spectral Chimes/Enshrouded Hills                                                     | 3 quintetos (flauta, oboe, clarinete, trompa y fagot; trompa, 2 trompetas, trombón y tuba; cuarteto de cuerda y contrabajo), orquesta                                                           | - Publicada por Carl Fischer (1981) |
| 1981 - 82            | Düsseldorf Concerto                                                                  | Flauta, arpa, viola, pequeña orquesta (timpani, percussió y cuerdas) | - Hay también una versión de cámara. - Publicada por Carl Fischer. |
| 1985                 | Out of Shadows and Solitude                                                          | Gran orquesta | - Publicada por Carl Fischer. |
| 1991                 | Quantum Quirks of a Quick Quaint Quark                                               | Orquesta | - Publicada por Carl Fischer. |
| 1992                 | Variations and Interludes on Themes from Monteverdi and Bach                         | Violín, violoncello, piano y gran orquesta. | - Publicada por Carl Fischer. |
| 2004                 | Kyrie                                                                                | Orquesta de cuerda | |
| MÚSICA DE CÁMARA     |                                                                                      | | |
| 1947 (revisió: 1974) | One for Two and Two for Three                                                        | 3 trombones | |
| 1948                 | Sonata                                                                               | Clarinete y piano | |
| 1957                 | Aria and Toccata                                                                     | Viola y piano | - Versión de una obra orquestal suya. |
| 1958                 | String Quartet no. 2                                                                 | Cuarteto de cuerda | |
| 1958                 | Ricercare                                                                            | Cuarteto de cuerda, Carteto de metales (trompa, 2 trompetas y tuba) y banda | - Publicada por Carl Fischer. |
| 1961                 | Darkening of the Light                                                               | Viola | - También hay una versión para violoncello (1976) - Publicada por Carl Fischer. |
| 1964                 | Suite para violín y piano                                                            | Violín y piano | - Publicada por Carl Fischer (1964/2000). |
| 1971                 | Landscapes of the Mind II                                                            | Violín y piano | - Publicada por Carl Fischer (1979). |
| 1975                 | Pastorale                                                                            | 2 oboes | |
| 1979                 | Landscapes of the Mind III                                                           | Violín, violoncello y piano | - Publicada por Carl Fischer. |
| 1981                 | Sonora                                                                               | 2 clarinetes en La y piano | |
| 1981 - 82            | Düsseldorf Concerto                                                                  | Flauta, arpa, viola y ensemble (timbales, percussión, cuarteto de cuerda y contrabajo) | - Es una versión de una obra orquestal suya. |
| 1983                 | Exequy                                                                               | Oboe, clarinete, violoncello y piano | - Es una versión de una obra para piano suya. |
| 1984                 | Seacliff Variations                                                                  | Violín, viola, violoncello y piano | - Publicada por Carl Fischer. |
| 1986                 | Obsessions                                                                           | Trombón | |
| 1988                 | Qhanri (Montaña de nieve): Tibetan Variations                                        | Violoncello y piano | - Publicada por Carl Fischer. |
| 1994                 | Elegy                                                                                | Flauta/violín, guitarra/piano, y violoncello ad libitum | |
| 2003                 | Air                                                                                  | Oboe y fagot | - También hay una versión para piano. |
| 2004                 | Kyrie                                                                                | Quinteto de cuerda | |
| 2005                 | Bye-Bye Bake Shoppe                                                                  | Cuarteto de cuerda y narrador | |
| 2005                 | Divers Divertimento                                                                  | Flauta, oboe/cuerno inglés, y guitarra | |
| 2006                 | Not Your Grandmother's Four-Hand Piece                                               | Piano a cuatro manos | |
| 2006                 | Trío                                                                                 | Saxo contralto, bombardino barítono y piano | |
| 2006                 | Fandango Fantasy                                                                     | Piano, clarinete, violín y violoncello | |
| 2007                 | Serenade                                                                             | Flauta, percusión y arpa | |
| 2008                 | Two Pieces for Two Violins                                                           | 2 violines | |
| 2009                 | Threnody                                                                             | Trío de cuerda | |
| 2010                 | Summer Reveries on a Mountainside for solo clarinete                                 | Clarinete | - Versió de Soliloquy. |
| 2010                 | Serenade for Guitar and Piano                                                        | Guitarra y piano | |
| 2011                 | Ode to the Grand Canyon for oboe                                                     | Oboe | |
| 2012                 | Gigue for two oboes                                                                  | 2 oboes | |
| MÚSICA CORAL         |                                                                                      | | |
| 1951                 | Relations                                                                            | SATB y orquesta | - Es una cantata. - Texto de Gerd Stern. |
| 1955                 | Three Songs of Madness and Death                                                     | SATB | - Texto de John Webster. |
| 1962                 | Psalm 91                                                                             | SATB | - Publicada por Elkan-Vogel (1963). |
| 1964                 | Three Christmas Songs                                                                | SSAA (coro femenino o de voces blancas), 2 flautas/piano | - Textos de Eugene Field, Isaac Watts Y Phillips Brooks. - Publicado por Broude Brothers (1992) |
| 1965                 | Seek Him                                                                             | SATB | - Texto del Libro de Amós (Antiguo Testamento). |
| 1980                 | To Whom?                                                                             | SATB | - Texto de Virginia Woolf. |
| 1981                 | Do Not Press My Hands                                                                | SSATTB | - Texto de Gabriela Mistral. |
| 1982                 | Three Songs on Poems of Emily Dickinson                                              | SSAA | - Publicat por G. Schirmer (1984) |
| 1990                 | Into My Heart                                                                        | SATB, oboe, trompa, 2 trompetas, trombón, bombardín barítono, tuba, violín, timbales, percussión                                                                                                | - También hay una versió para SATB y piano a cuatro manos. - Textos de Robert Frost, A. E. Housman, R. Glenn Martin, Cathleen Schurr, Maureen Skelly y Walt Whitman.                                 |
| MÚSICA VOCAL         |                                                                                      | | |
| 1941                 | Jabberwocky                                                                          | Narrador y piano | - Texto de Lewis Carroll |
| 1941                 | Lullaby                                                                              | Voz | - Dedicada a Mary Howell Brinkman en el aniversario de su hijo. |
| 1942-1944            | Four Songs ("Alone", "Midnight", "When y Am Not With You", and "Peace")              | Voz | - Textos, respectivamente, de Marga Richter, James Russell Lowell, Sara Teasdale y Marga Richter. |
| 1949                 | Transmutation                                                                        | Soprano y piano | - Textos de poetas Chinos (Ch'en Yün, Liu Sung, Hsaio Kang, Chang Chi, Po Chü I y anónimos) traducidos al inglés por Henry Hersch Hart                                                               |
| 1950 (revisió: 1983) | Into What Unknown Chamber                                                            | Mezzo-soprano y piano | - Texto de Phyllis Roberts. |
| 1953                 | Two Chinese Songs ("The Hermit" and "Fishing Picture)                                | Soprano y piano | - Textos de poetas chinos (Li Hai-Ku y Ta Chung-Kunkuang) traducidos al inglés por Amy Lowell. |
| 1954                 | She at His Funeral                                                                   | Soprano y piano | - Texto de Thomas Hardy. |
| 1984                 | Lament for Art O'Leary                                                               | Soprano y piano | - Texto de Eileen O'Leary. - Publicada por Carl Fischer. |
| 1985                 | Sieben Lieder                                                                        | Voz y piano | - Texto de Francisco Tanzer. |
| 1995                 | Sarah Do Not Mourn Me Dead                                                           | Mezzo-soprano y piano | - Texto de Sullivan Ballou. |
| 2000                 | Erin Odyssey                                                                         | Mezzo-soprano y piano | - Texto de Marga Richter. |
| 2001                 | Testament                                                                            | Contralto, cuerno inglés y piano | - Texto de Anne Morrow Lindbergh. |
| 2002                 | Dew-drops on a Lotus Leaf                                                            | Contratenor/contralto, cuarteto de cuerda/piano | - Texto de Ryokan, traducido por Jakob Fischer. |
| 2006                 | Goat Songs                                                                           | Mezzo-soprano y piano | - Texto de Marcia Slatkin. |
| 2007                 | Sonnet 128 and Sonnet 71                                                             | Mezzo-soprano y piano | - Texto de William Shakespeare |
| 2009                 | "Wild Moon"                                                                          | Contralto/contratenor y piano | - Text de Phyllis Latimer |
| MÚSICA PARA TECLA    |                                                                                      | | |
| 1944                 | Ballet of the Pixilated Penguins                                                     | Piano | - Dificultad: difícil. |
| 1945                 | March Berserk                                                                        | Piano | - Dificultad: difícil. |
| 1945                 | Dream Andante                                                                        | Piano | - Dificultad: difícil. |
| 1949                 | Short Suite no. 1 for Young Pianists                                                 | Piano | - Dificultad: fácil. |
| 1953                 | Nocturne for Sara Lee                                                                | Piano | - Dificultad: intermedia. - Publicada por Carl Fischer. |
| 1954                 | Sonata for Piano                                                                     | Piano | - Dificultad: difícil. - Publicada por Carl Fischer (1980). |
| 1954                 | Short Suite no. 1 for Young Pianists                                                 | Piano | - Dificultad: fácil. |
| 1956 (revisió: 1958) | Melodrama                                                                            | 2 pianos | - Dificultad: difícil. |
| 1961                 | Eight Pieces for Piano                                                               | Piano | - Dificultad: difícil. - También hay una versión para orquesta. - Publicada por Carl Fischer. |
| 1962                 | A Farewell                                                                           | Piano | - Dificultad: intermedia. |
| 1964                 | Variations on a Theme by Latimer                                                     | Piano a cuatro mano | - Dificultad: difícil. |
| 1965                 | Soundings                                                                            | Clavicémbalo | - Publicada por Carl Fischer. |
| 1968                 | Two Piano Pieces: "The Lost People" and "The Dancers"                                | Piano | - Dificultad: intermedia. - Publicada por Carl Fischer. |
| 1970                 | Bits and Snatches                                                                    | Piano (y percussión) | - Dificultad: intermedia. |
| 1970                 | Hugh's Piece                                                                         | Piano | - Dificultad: fácil. |
| 1970                 | Elephants and Violets                                                                | Piano | - Dificultad: fácil. |
| 1970                 | For Something That Had Gone Before                                                   | Piano | - Dificultad: fácil. |
| 1974                 | Short Prelude in Baroque Style                                                       | Clavicémbalo | - También hay la versión para piano. |
| 1974                 | Variations on a Theme by Neithart von Reuenthal                                      | Örgano | - PublicadaporCarl Fischer. |
| 1974                 | Short Prelude in Baroque Style                                                       | Piano | - Dificultad: difícil. - Versión de una obra suya para clavicémbalo. |
| 1976                 | Bird of Yearning                                                                     | Piano | - Dificultad: difícil. - Versión de su ballet. |
| 1977                 | Remembrances                                                                         | Piano | - Dificultad: difícil. - Publicada por Elkan-Vogel (1979). |
| 1978                 | Requiem                                                                              | Piano | - Dificultad: difícil. - Publicada por Carl Fischer. |
| 1980                 | Exequy                                                                               | Piano | - Dificultad: difícil. - También hay una versión para oboe, clarinete, violoncello y piano. |
| 1992                 | Quantum Quirks of a Quick Quaint Quark no. 2                                         | Örgano | - Publicada por Vivace Press. |
| 1993                 | Prelude for Piano (In Memoriam)                                                      | Piano | - Dificultad: difícil. - Publicada por Carl Fischer. |
| 1993                 | Quantum Quirks of a Quick Quaint Quark no. 3                                         | Piano | - Dificultad: difícil. |
| 2003                 | Air                                                                                  | Piano | - Dificultad: difícil. - Versión de una obra de cámara. |
| 2004                 | Three Improvisations                                                                 | Piano | - Dificultad: difícil. |
| 2005                 | Regrets                                                                              | Piano | - Dificultad: intermedia. |
| 2007                 | Hommage J. S. Bach                                                                   | Piano | - Dificultad: intermedia. |
| 2008                 | Four Miniatures: Hommage J. S. Bach, March Berserk, Valse Melancolique, Toccatina    | Piano | - Dificultad: difícil. |
| 2010                 | Soliloquy                                                                            | Piano | - Dificultad: difícil. |
| 2011                 | Raga Marwa (percussió opcional)                                                      | Piano | - Dificultad: difícil. - <g class="gr_ gr_70 gr-alert gr_spell gr_inline_cards gr_run_anim ContextualSpelling ins-del multiReplace" id="70" data-gr-id="70">Extracte</g> de Landscapes of the Mind I |
| 2011                 | Shrewsbury: Summer of 2011                                                           | Piano | - Dificultad: difícil. - Suite para piano en cinco movimientos. |